# وین گری (بازیکن فوتبال)
وین گری (انگلیسی: Wayne Gray؛ زادهٔ ۷ نوامبر ۱۹۸۰) بازیکن فوتبال اهل بریتانیا است.
از باشگاه‌هایی که در آن بازی کرده‌است می‌توان به باشگاه فوتبال کمبریج یونایتد، باشگاه فوتبال هورنچورج، باشگاه فوتبال ووکینگ، باشگاه فوتبال یئوویل تاون، باشگاه فوتبال سوئیندون تاون، باشگاه فوتبال گرایس اتلتیک، باشگاه فوتبال ساوتند یونایتد، باشگاه فوتبال چلمزفورد سیتی، باشگاه فوتبال لیتون اورینت، باشگاه فوتبال ویمبلدون، باشگاه فوتبال برایتون اند هوو آلبیون، باشگاه فوتبال پورت ویل، و باشگاه فوتبال کارشالتون اتلتیک اشاره کرد.